# Bolette Petri-Sutermeister
Bolette Petri-Sutermeister (* 23. Oktober 1920 in Kriens; † 28. März 2018) war eine dänisch-schweizerische Schriftstellerin von Reiseliteratur, die „als Expertin für den hohen Norden“ gilt.

## Leben
Petri-Sutermeisters Mutter war Dänin, ihr Vater war Besitzer der Teigwarenfabrik AG Luzern; ihre ersten acht Lebensjahre verbrachte sie in der Villa Bleiche in Kriens; danach lebte sie mit ihrer Familie in Luzern; 1935 zog sie mit ihrer Mutter nach deren Scheidung nach Kopenhagen. Mit sechzehn Jahren reiste sie erstmals nach Spitzbergen.
Sie wurde Übersetzerin in Kopenhagen und machte archäologische und Studien-Expeditionen nach Grönland, Lappland und Spitzbergen. In Longyearbyen richtete sie im ehemaligen Kohlebergwerk von John Munroe Longyear ein Museum „mit Wissenswertem über Spitzbergen“ ein. Bis 1992 verbrachte sie jeweils die Monate Mai bis September auf Spitzbergen.
Petri-Sutermeisters Bücher bestehen aus Erzählungen, die meist eine Reise, z. B. im Zug oder im Flugzeug, zum Inhalt haben und sich auf Landschaftsbeschreibungen konzentrieren. Ihr bekanntestes Werk war Eisblumen: Begegnungen auf Spitzbergen.